# Сечань (община)

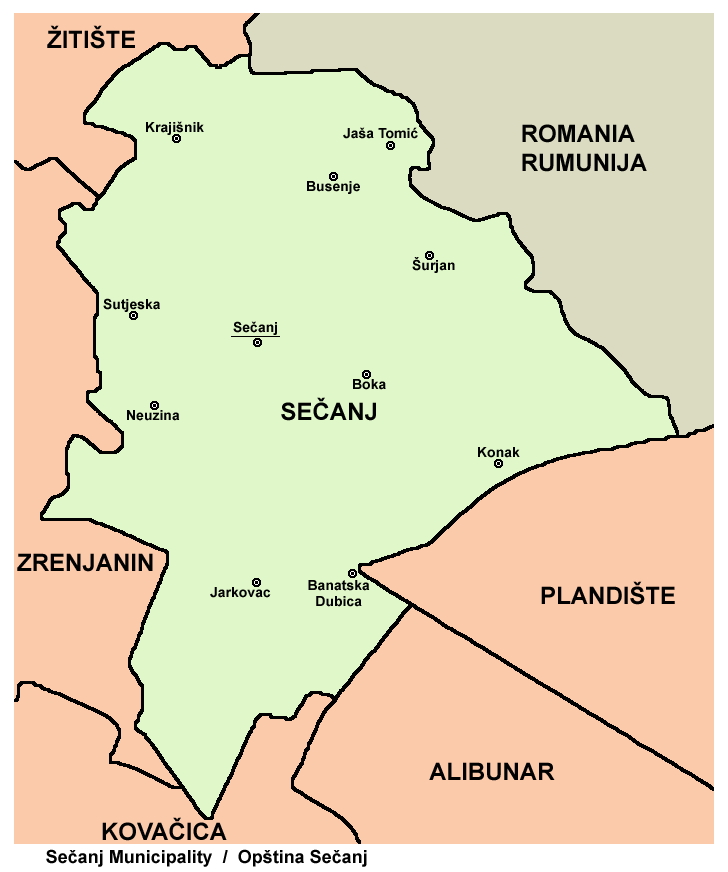

Общи́на Сеча́нь (серб. Општина Сечањ) — община в Сербії, в складі Середньо-Банатського округу автономного краю Воєводина. Адміністративний центр — село Сечань.

## Населення
Згідно з даними перепису 2002 року в общині проживало 16 377 осіб, з них:
- серби — 70,9%
- угорці — 12,6%
- румуни — 3,9%
- цигани — 3,7%
- югослави — 1,6%
- хорвати — 0,9%
- болгари — 0,7%

## Населені пункти
Община утворена з 11 населених пунктів (1 містечка та 10 сіл):
| №  | Населений пункт  | Площа, км² | Населення, осіб (2002, перепис) |
| -- | ---------------- | ---------- | ------------------------------- |
| 1  | Банатська Дубиця | 25,1       | 428                             |
| 2  | Бока             | 79,1       | 1 734                           |
| 3  | Бусеньє          | 82,01      | 94                              |
| 4  | Конак            | 41,7       | 996                             |
| 5  | Країшник         | 43,0       | 2 241                           |
| 6  | Неузина          | 73,0       | 1 371                           |
| 7  | Сечань           | 25,6       | 2 647                           |
| 8  | Сутєска          | 47,5       | 1 737                           |
| 9  | Шур'ян           | 45,0       | 330                             |
| 10 | Ярковаць         | 60,4       | 1 817                           |
| 11 | Яша-Томич2       | 82,01      | 2 982                           |

1 — подано разом;
2 — містечко